# Gus Macdonald
Pour les articles homonymes, voir Macdonald.
Angus John "Gus" Macdonald, baron Macdonald de Tradeston, (né le 20 août 1940) est un directeur de la télévision écossaise, pair à vie travailliste de la Chambre des Lords de 1998 à 2017. 

## Jeunesse
Macdonald est né à Larkhall, en Écosse. Son père, un Highlander, est en mauvaise santé et jouait. Sa mère, qui est issue d'une famille minière locale, occupe plusieurs emplois pour soutenir et élever la famille. 
Il obtient une bourse à l'école d'Allan Glen, Glasgow, mais part à 14 ans pour devenir apprenti ingénieur de marine aux chantiers navals d'Alexander Stephen and Sons à Govan, Glasgow sur la rivière Clyde et où il est l'un des leaders pour le grève des apprentis en 1959 avec les collègues, Billy Connolly et Alex Ferguson. Macdonald est le chef de la branche Govan et Gorbals des Jeunes socialistes du Parti travailliste. 
Il déménage à Londres en 1962 où il est brièvement impliqué dans le mouvement socialiste révolutionnaire en tant que membre de l'International socialiste, vivant dans la maison londonienne de son principal membre, Tony Cliff. Il a dit qu'il est revenu à ses racines politiques en travaillant à l'hebdomadaire travailliste Tribune vers 1964,  où il est nommé directeur de la diffusion par Michael Foot. 

## Télévision
Il travaille comme journaliste pour The Scotsman et comme membre de l'équipe Insight sur The Sunday Times. Initialement engagé comme chercheur, il est à la Télévision de Grenade de 1967 à 1986  où il est bientôt nommé rédacteur en chef de World in Action avec John Birt. Macdonald est associé au programme pendant de nombreuses années. Il présente également What the Papers Say de Grenade ainsi que Right to Reply et "Union World" sur Channel 4. 
Macdonald retourne en Écosse en 1986 en tant que directeur des programmes de la Scottish Television. Après quatre ans, il devient directeur général, remplaçant William Brown en 1990. Tandis qu'à STV, il revoit la gestion des affaires courantes de la station et réduit l'effectif de base de 800 à 330 salariés et la valeur marchande de la société est passée de 50 millions de livres à environ 500 millions de livres. La société reprend deux journaux, The Herald et The Evening Times, ainsi que l'autre contractant d'ITV en Écosse, Grampian Television . Il devient président non exécutif de Scottish Media Group plc à la fin de 1997, et président de Taylor and Francis plc en 1998. Il est nommé Commandeur de l'Ordre de l'Empire britannique (CBE) pour ses services de radiodiffusion lors des distinctions d'anniversaire de 1997. 

## Chambre des lords
Un an après la victoire travailliste de 1997, Macdonald est fait pair à vie, le 2 octobre 1998 comme baron Macdonald de Tradeston, de Tradeston dans la ville de Glasgow. En tant que membre de la Chambre des lords il est ensuite nommé ministre du Commerce et de l'Industrie au Scottish Office (1998-1999), puis Ministre aux Transports au ministère de l'Environnement, des Transports et des Régions, présent au cabinet (1999–2001) et siège au Cabinet comme chancelier du duché de Lancastre (2001–03). 
Membre du Comité consultatif du Cabinet Office sur les nominations professionnelles, il est aussi membre des commissions spéciales de la Chambre des lords sur les affaires économiques (2004–2008) et les communications (2009–2012). Président du groupe humaniste parlementaire multipartite . 
Il prend sa retraite de la Chambre des lords le 27 avril 2017. 

## Carrière dans les Affaires
En 2004, il est nommé conseiller des gestionnaires de fonds Macquarie Infrastructure and Real Assets (Europe) Limited dans le cadre d'un nouveau fonds européen d'infrastructure qui vise à investir dans des projets routiers et ferroviaires. Il est membre du groupe de pilotage du programme d'avenir de l' OCDE sur les infrastructures et du conseil consultatif du Forum international des transports de l'OCDE. En 2011, il est invité à donner la conférence commémorative MacMillan à l' Institution of Engineers and Shipbuilders en Écosse et choisit le sujet «Bridging the Infrastructure Gap». 
Macdonald est nommé chancelier de l'Université calédonienne de Glasgow en octobre 2007, succédant à Magnús Magnússon. Il est également membre du Conseil (2006–2008) et de la Cour (2009–) à l'Université du Sussex et est le patron de la Dystonia Society . 

## Publications
- "Camera: A Victorian Eyewitness", BT Batsford Ltd, Londres, 1979,  (ISBN 0-7134-2095-2)